# ベルン美術館
ベルン美術館（ベルンびじゅつかん）はスイスのベルンにある美術館である。

## 沿革
1879年創設。

## コレクション
中世から近代までの作品を所蔵しており、ギュスターヴ・クールベ、ポール・セザンヌ、アンリ・マティス、パブロ・ピカソ、マルク・シャガール、ワシリー・カンディンスキーなどを見ることが出来る。またフェルディナンド・ホドラーやアルベール・アンカー、アウトサイダー・アーティストのアドルフ・ヴェルフリなどのスイス芸術も充実している。

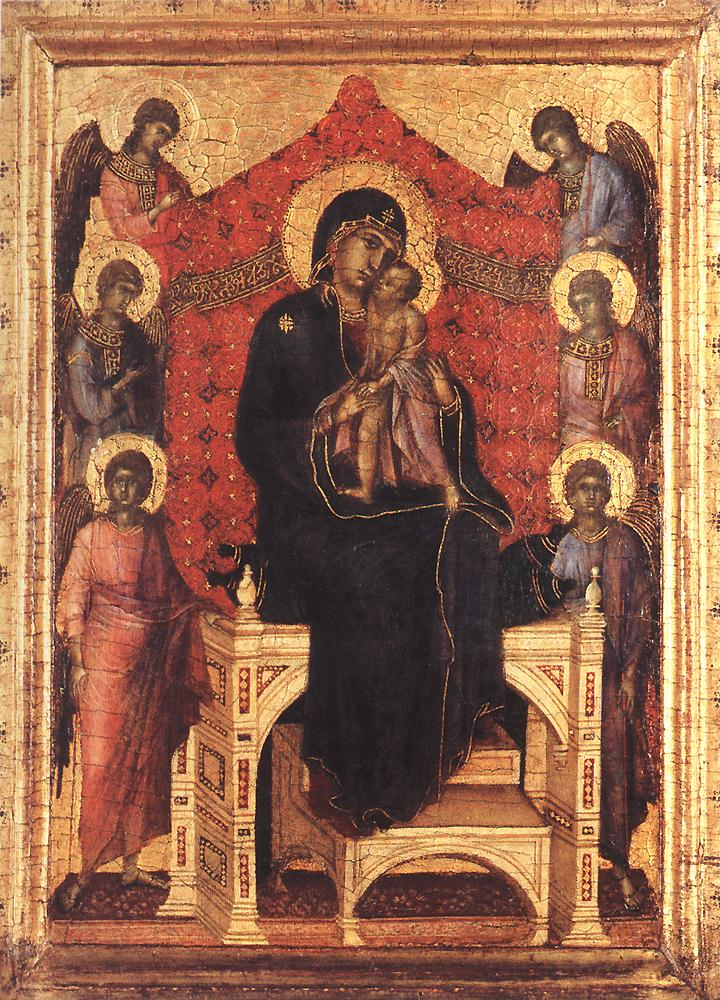
ドゥッチョ・ディ・ブオニンセーニャ: "Maestà" (1290–1295)
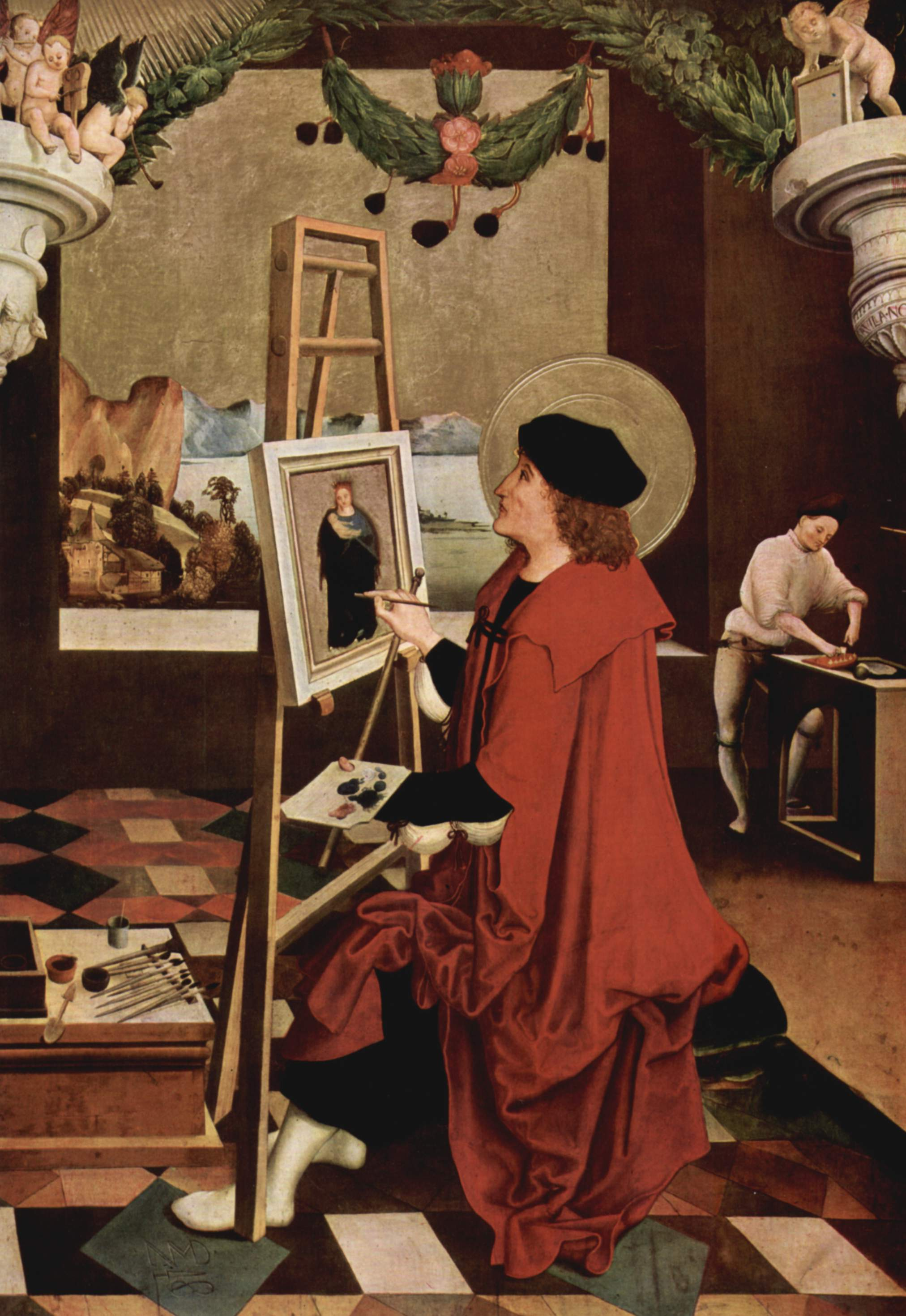
en:Niklaus Manuel: 「マドンナを描く聖ルカ」(1515)
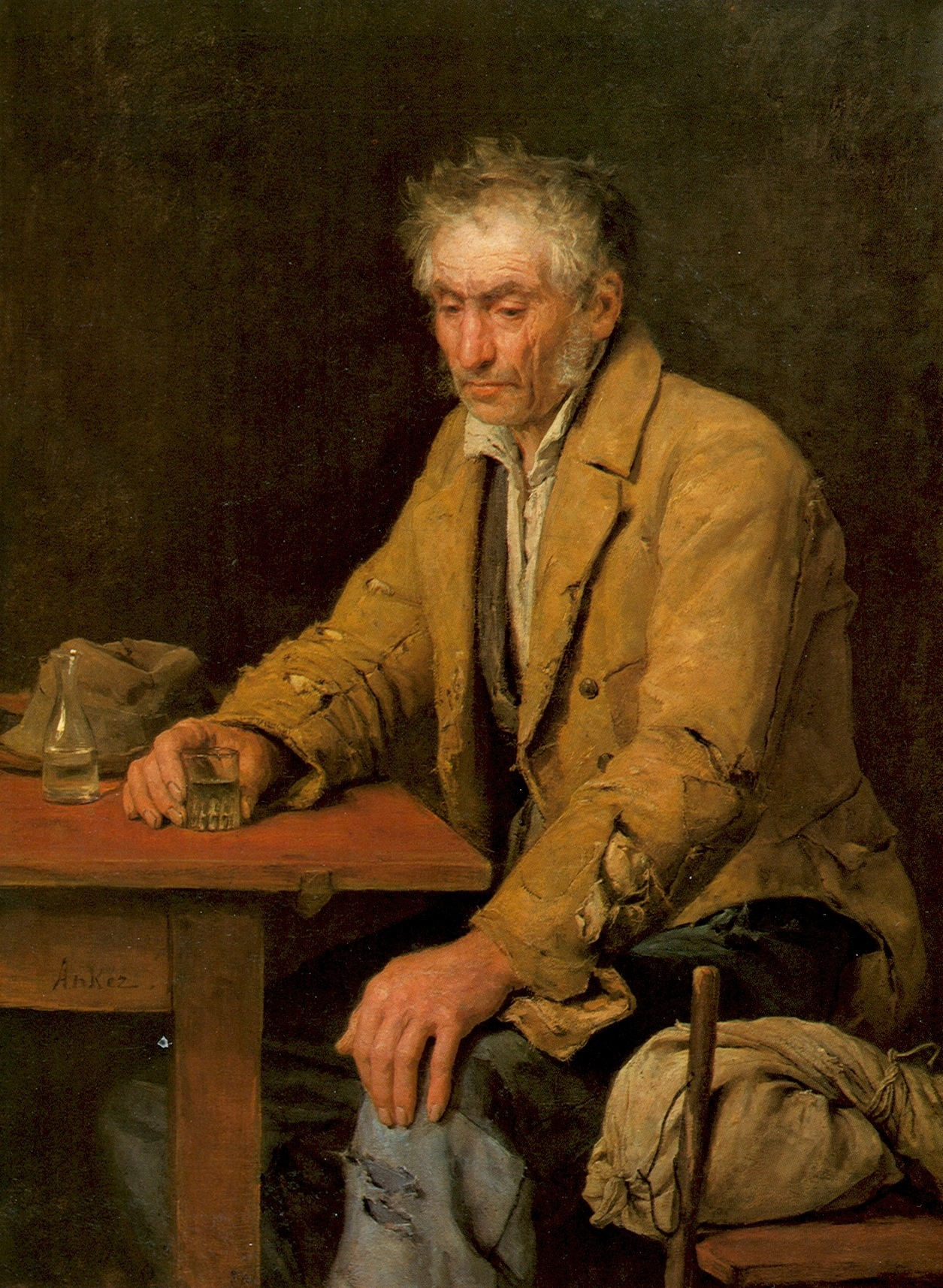
アルベール・アンカー: 「酒飲み」(1868)
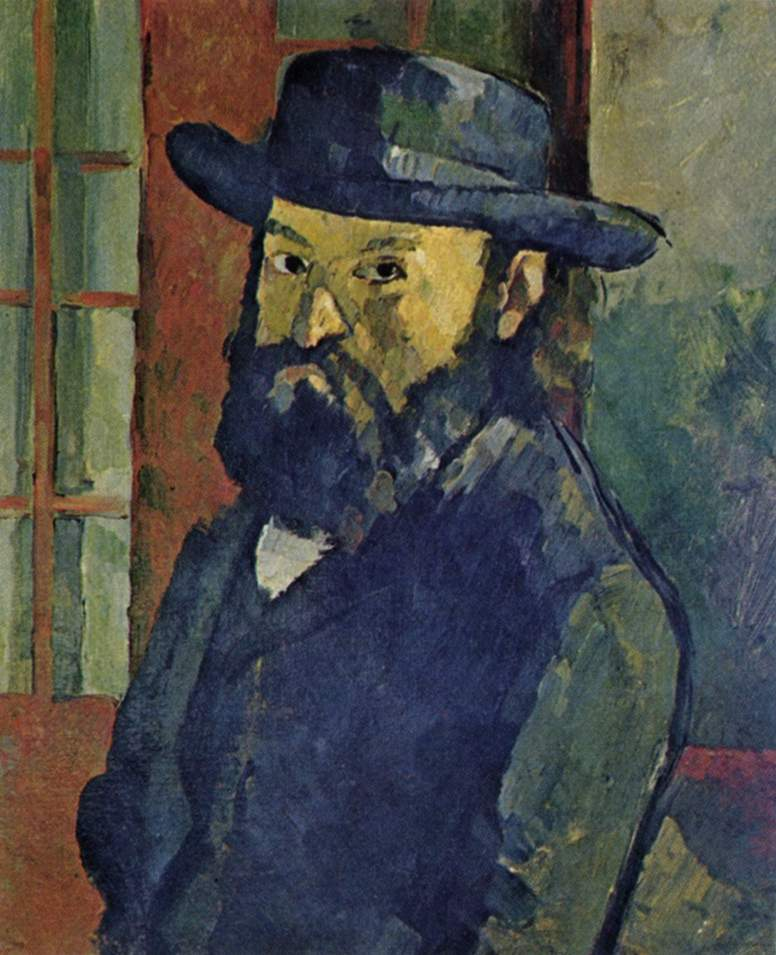
ポール・セザンヌ: 自画像 (1879–1882)
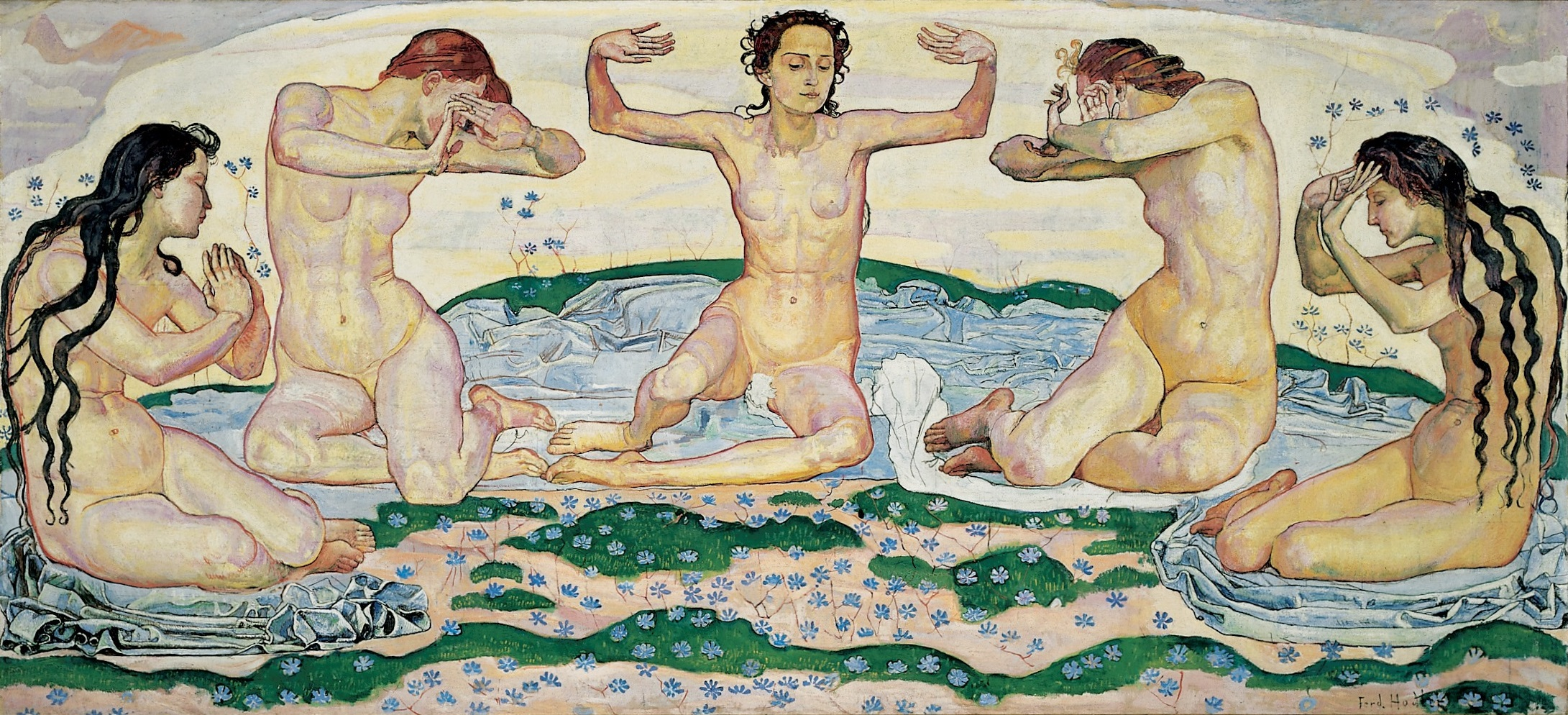
フェルディナント・ホドラー: Der Tag (1900)
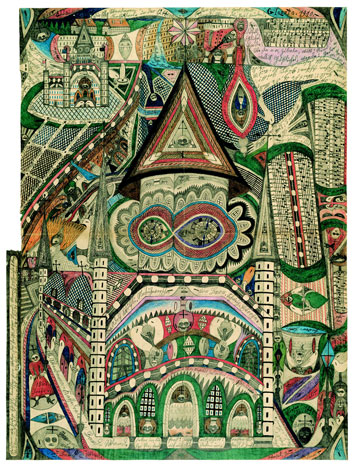
de:Adolf Wölfli: Die Skt-Wandanna-Kathedrale in Band-Wand, 1910
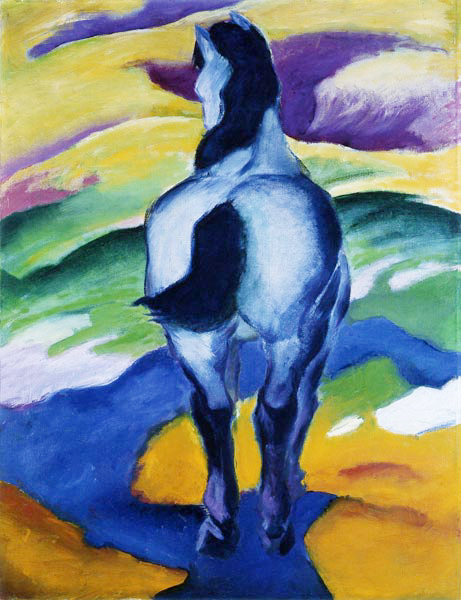
フランツ・マルク: 「蒼い馬II」 (1911)
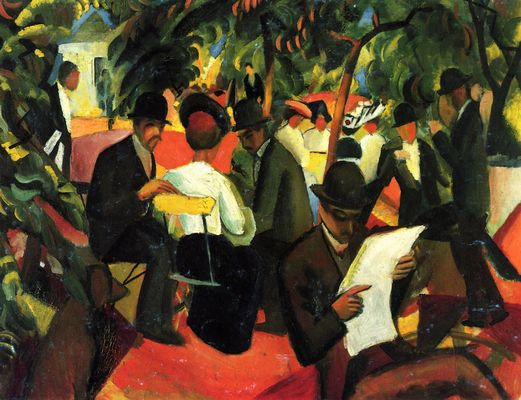
アウグスト・マッケ: ガーデンレストラン (1912)
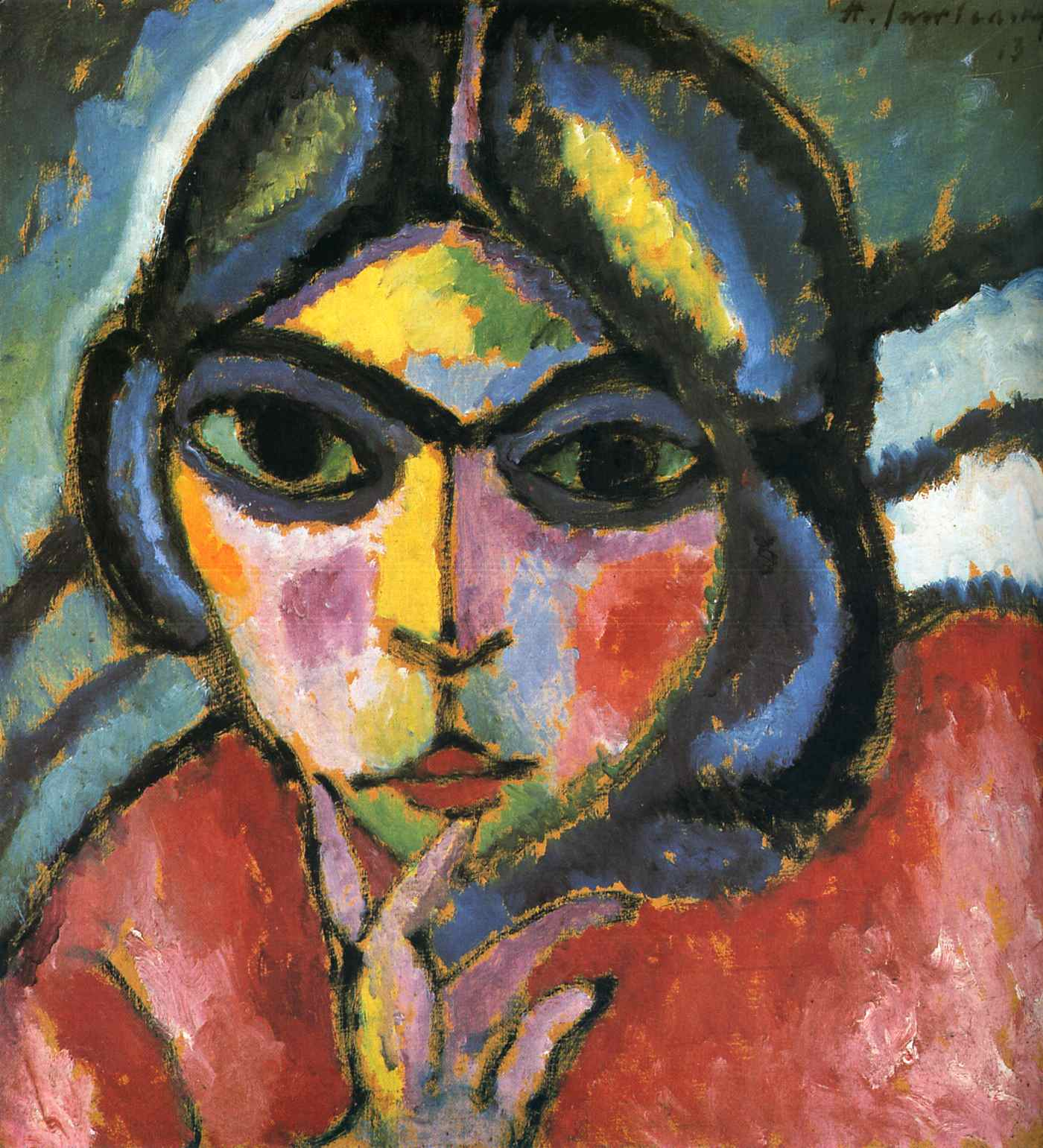
アレクセイ・フォン・ヤウレンスキー: 敏感な女(1913)
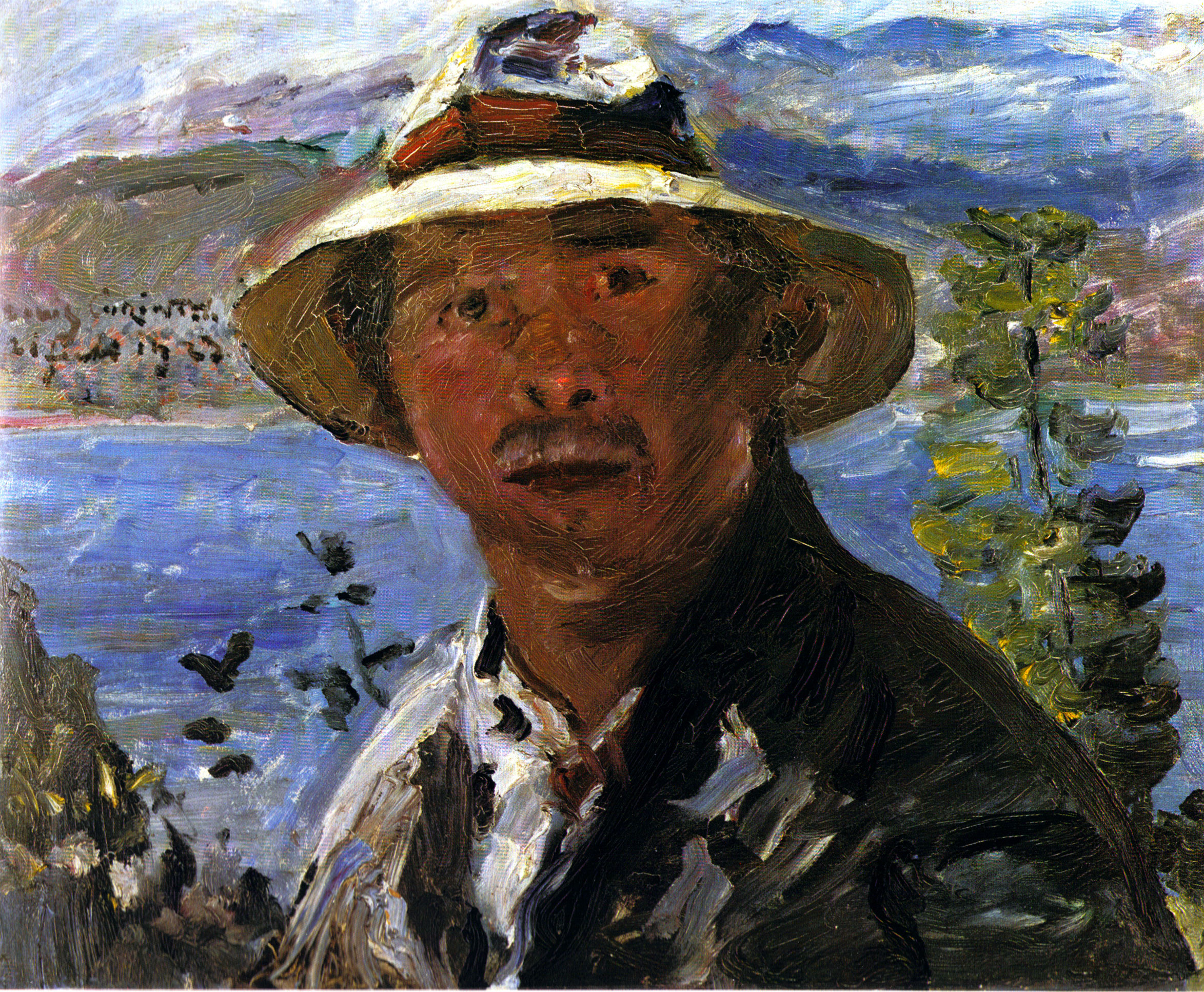
ロヴィス・コリント: 麦わら帽子の自画像 (1923)
パウル・クレー: Ad Parnassum(1932)

- コーンフェルドコレクション - スイスの美術収集家エーベルハルト・W・コルンフェルド（英語版）のコレクション。

- グルリット コレクション（英語版） - ドイツの美術収集家コルネリウス・グルリットから寄贈されたもの。コレクションの多くは父である美術商ヒルデブラント・グルリットがナチス政権下に収集したものであった。